# Tenasserim (bergskedja)
Tenasserim är en 1 700 km lång bergskedja i Sydostasien. I norr följer den nära gränsen mellan Myanmar och Thailand och sträcker sig sedan söderut längs Malackahalvön.